# HD 4308 b

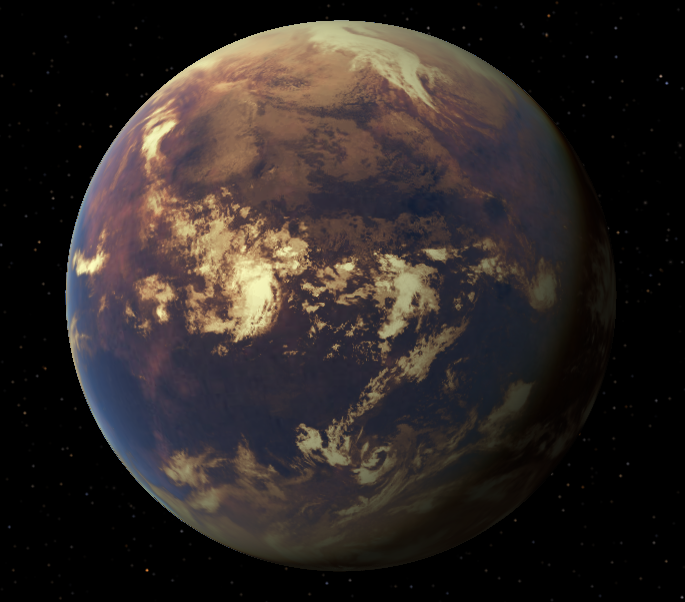

HD 4308 b는 큰부리새자리 방향으로 지구로부터 약 71.39광년 떨어진 곳에 있는 외계 행성이다. 어머니 항성은 태양과 비슷한 G형 주계열성 HD 4308이다. 질량으로 볼 때 목성이나 토성급이 아닌 천왕성, 해왕성 무리로 보인다. 어머니 항성과의 거리는 매우 가깝고 따라서 표면 온도는 용광로처럼 뜨거울 것으로 보인다.

## 같이 보기
- 뜨거운 해왕성
- HD 4203 b
- HD 4208 b

## 참고 문헌
- (영어) Udry 연구진 (2006). “The HARPS search for southern extra-solar planets V. A 14 Earth-masses planet orbiting HD 4308”. 《Astronomy and Astrophysics》 447: 361–367. doi:10.1051/0004-6361:20054084. 2006년 9월 19일에 원본 문서에서 보존된 문서. 2012년 3월 3일에 확인함.